# Quilenda
Quilenda es un localidad y municipio de la provincia de Cuanza Sur en Angola. En julio de 2018 tenía una población estimada de 109 490 habitantes.
Se encuentra ubicado en el centro-oeste del país, al sur de Luanda, cerca del río Cuanza y de la costa del océano Atlántico.